# Винко (Пенсилванија)
Винко (енгл. Vinco) насељено је место без административног статуса у америчкој савезној држави Пенсилванија.

## Демографија
По попису из 2010. године број становника је 1.305, што је 124 (-8,7%) становника мање него 2000. године.
| Група             | 2000.         | 2010.         |
| Белци             | 1.421 (99,4%) | 1.283 (98,3%) |
| Афроамериканци    | 0 (0,0%)      | 5 (0,4%)      |
| Азијати           | 0 (0,0%)      | 2 (0,2%)      |
| Хиспаноамериканци | 1 (0,1%)      | 4 (0,3%)      |
| Укупно            | 1.429         | 1.305         |